# Кремінь (газета)
«Кре́мінь» (1966—1991 — «Кременчуцька зоря») — кременчуцька російськомовна газета. Тижневик, виходить щочетверга. Наклад: 10 000 примірників.
«Кременчуцька зоря» — орган Кременчуцького міського комітету Комуністичної партії України та міської ради народних депутатів упродовж 1966—1991 років. З 31 серпня 1991 року — сучасна назва.